# Valiente eternidad
Valiente eternidad es el segundo álbum de la banda argentina D-mente. Fue lanzado el 9 de junio de 2008 y contiene 10 pistas (11 temas). Cuenta con varios invitados especiales: Luis Gurevich, Abel Pintos, y Mariana Baraj, quienes participaron en diferentes temas.
La banda dejó que el público del programa de radio argentino Cuál es? elija cual sería el corte de difusión. Que resultó ser el mismo que dio la banda como adelanto: "Valiente al combatir".
La última pista del disco en realidad contiene dos versiones de un mismo tema. Desde el inicio hasta 5' 07" la versión pesada de Creí sin ver. Luego de un silencio de varios minutos, comienza en 7' 07" una versión acústica del mismo tema, y también más corta ya que no incluye los versos medios que sí contiene la versión heavy (entre 1' 10" y 4' 11").

## Lista de temas
1. Valiente al combatir (3' 30")
2. Amaneció (3' 27")
3. Luz (4' 09")
4. Te vi brillar (3' 49")
5. Sangre (3' 57")
6. Manipulación (4' 17")
7. Envenenado de pasión (4' 21")
8. En mí (2' 25")
9. Sumergidos en tensión (4' 26")
10. Creí sin ver, hasta 5' 07" (9' 14")
 > Pista oculta: Creí sin ver (acústico) 7' 07" - 9' 09" (2' 02")